# エカチェリーナ・ミハイロヴナ
エカチェリーナ・ミハイロヴナ （ロシア語: Екатерина Михайловна、1827年8月28日 - 1894年5月12日）は、ロシア大公女。メクレンブルク＝シュトレーリッツ大公子ゲオルク・アウグストの妻。
ロシアのミハイル・パヴロヴィチ大公とエレナ・パヴロヴナ妃の三女として、サンクトペテルブルクで生まれた。
1851年2月、ゲオルクと結婚した。2人の間には4子が生まれた。
- ニコラウス（1854年）
- ヘレーネ（1857年 - 1936年） - 1891年、ザクセン＝アルテンブルク公子アルベルトと結婚
- ゲオルク・アレクサンダー（1859年 - 1909年）
- カール・ミヒャエル（1863年-1934年） - メクレンブルク＝シュトレーリッツ家家長